# Club Atlético River Plate 1973
Questa voce raccoglie le informazioni riguardanti il Club Atlético River Plate nelle competizioni ufficiali della stagione 1973.

## Stagione
Per la stagione 1973 la dirigenza decide di chiamare in panchina un ex membro del club da giocatore, il brasiliano Delém, che guida la squadra a due campionati di buon livello: il Metropolitano termina difatti con un quinto posto; durante il Nacional il River passa il primo gruppo, qualificandosi dunque per l'ultimo girone, decisivo per l'assegnazione del titolo: in tre partite registra una vittoria, un pareggio e una sconfitta, e conclude al secondo posto.

## Maglie e sponsor
| Casa | Trasferta |

## Rosa
| N. |                      | Ruolo | Calciatore         |
| -- | -------------------- | ----- | ------------------ |
|    | Argentina (bandiera) | P     | Carlos Barisio     |
|    | Argentina (bandiera) | P     | Ubaldo Fillol      |
|    | Argentina (bandiera) | P     | José Alberto Pérez |
|    | Argentina (bandiera) | D     | Víctor Bottaniz    |
|    | Argentina (bandiera) | D     | Horacio Coll       |
|    | Argentina (bandiera) | D     | René Daulte        |
|    | Argentina (bandiera) | D     | Jorge Dominichi    |
|    | Uruguay (bandiera)   | D     | Baudilio Jáuregui  |
|    | Argentina (bandiera) | D     | Ricardo Pellerano  |
|    | Uruguay (bandiera)   | D     | Jorge Vázquez      |
|    | Argentina (bandiera) | D     | Enrique Wolff      |
|    | Argentina (bandiera) | D     | Pablo Zuccarini    |
|    | Argentina (bandiera) | C     | Carlos Avanzi      |
|    | Argentina (bandiera) | C     | Mario Finarolli    |

| N. |                      | Ruolo | Calciatore             |
| -- | -------------------- | ----- | ---------------------- |
|    | Argentina (bandiera) | C     | Jorge Ghiso            |
|    | Argentina (bandiera) | C     | Carlos Ángel López     |
|    | Argentina (bandiera) | C     | Juan José López        |
|    | Argentina (bandiera) | C     | Reinaldo Merlo         |
|    | Argentina (bandiera) | C     | Daniel Onega           |
|    | Argentina (bandiera) | C     | Alberto Pafundi        |
|    | Argentina (bandiera) | A     | Norberto Alonso        |
|    | Argentina (bandiera) | A     | Edgardo Di Meola       |
|    | Argentina (bandiera) | A     | Walter Durso           |
|    | Argentina (bandiera) | A     | Víctor Marchetti       |
|    | Argentina (bandiera) | A     | Joaquín Pedro Martínez |
|    | Argentina (bandiera) | A     | Oscar Más              |
|    | Argentina (bandiera) | A     | Ernesto Mastrángelo    |
|    | Argentina (bandiera) | A     | Carlos Morete          |

## Statistiche

### Statistiche di squadra
| Competizione               | Punti | Totale | Totale | Totale | Totale | Totale | Totale | DR |
| Competizione               | Punti | G      | V      | N      | P      | Gf     | Gs     | DR |
| -------------------------- | ----- | ------ | ------ | ------ | ------ | ------ | ------ | -- |
| Campionato - Metropolitano | 27    | 32     | 15     | 7      | 10     | 59     | 56     | +3 |
| Campionato - Nacional      | 22+3  | 15+3   | 10+1   | 2+1    | 3+1    | 29+6   | 17+7   |    |
| Totale                     | -     |        |        |        |        |        |        | -  |